# .cv
.cv је највиши Интернет домен државних кодова (ccTLD) за Зеленортска Острва (Cape Verde).